# Роберт Кернер
Роберт Кернер (нім. Robert Körner, 21 серпня 1924 — 22 червня 1989) — австрійський футболіст, що грав на позиції захисника, зокрема, за клуб «Рапід» (Відень), а також національну збірну Австрії. По завершенні ігрової кар'єри — тренер. Старший брат Альфреда Кернера, також футболіста.
Семиразовий чемпіон Австрії. Володар Кубка Австрії. Володар Кубка Мітропи. Дворазовий чемпіон Австрії (як тренер). Триразовий володар Кубка Австрії (як тренер). Чемпіон Німеччини (як тренер). 

## Клубна кар'єра
Народився 21 серпня 1924 року. Вихованець футбольної школи клубу «Рапід» (Відень). Дорослу футбольну кар'єру розпочав 1942 року в основній команді того ж клубу, кольори якої і захищав протягом усієї своєї кар'єри гравця, що тривала цілих шістнадцять років.  У складі віденського «Рапіда» був одним з головних бомбардирів команди, маючи середню результативність на рівні 0,38 голу за гру першості. За цей час сім разів виборював титул чемпіона Австрії, ставав володарем Кубка Австрії, володарем Кубка Мітропи.

## Виступи за збірну
1948 року дебютував в офіційних матчах у складі національної збірної Австрії. Протягом кар'єри у національній команді провів у її формі 16 матчів, забивши 1 гол.
У складі збірної був учасником чемпіонату світу 1954 року у Швейцарії, де зіграв з Шотландією (1-0), Чехословаччиною (5-0), в чвертьфіналі зі Швейцарією (7-5), в півфіналі з ФРН (1-6) і в матчі за третє місце з Уругваєм (3-1).

## Кар'єра тренера
Розпочав тренерську кар'єру невдовзі по завершенні кар'єри гравця, 1958 року, очоливши тренерський штаб клубу «Рапід» (Відень).
1967 року став головним тренером команди «Нюрнберг», тренував нюрнберзький клуб два роки.
Згодом протягом 1969–1970 років вдруге очолив тренерський штаб клубу «Рапід» (Відень).
1971 року втретє прийняв пропозицію попрацювати у клубі «Рапід» (Відень). Залишив віденську команду 1972 року.
Протягом тренерської кар'єри також очолював команду клубу «Вальдгоф».
Останнім місцем тренерської роботи був клуб «Рапід» (Відень), вчетверте головним тренером команди якого Роберт Кернер був з 1975 по 1976 рік.
Помер 22 червня 1989 року на 65-му році життя.

## Титули і досягнення

### Як гравця
- Чемпіон Австрії (7):

«Рапід» (Відень): 1945—1946, 1947—1948, 1950—1951, 1951—1952, 1953—1954, 1955—1956, 1956—1957
- Володар Кубка Австрії (1):

«Рапід» (Відень): 1945—1946
- Володар Кубка Мітропи (1):

«Рапід» (Відень): 1951
- Бронзовий призер чемпіонату світу: 1954

### Як тренера
- Чемпіон Австрії (2):

«Рапід» (Відень): 1959—1960, 1963—1964
- Володар Кубка Австрії (3):

«Рапід» (Відень): 1960—1961, 1971—1972, 1975—1976
- Чемпіон Німеччини (1):

«Нюрнберг»: 1967—1968

### Особисті
Команда року (від sportschau.de): 1950—1951